# Der gute Kamerad
Cet article possède un paronyme, voir J'avais deux camarades.
Der gute Kamerad (Le Bon Compagnon) est une complainte traditionnelle des forces armées allemandes, composée en 1809 à Tübingen, ville universitaire de Wurtemberg, par Ludwig Uhland.
Friedrich Silcher mit en musique ce poème en 1825, probablement aussi à Tübingen.
En tant que chant militaire, il est plus connu sous le titre Ich hatt' einen Kameraden (J'avais un camarade), incipit qui reprend le premier vers de la première strophe.

## Texte et traduction française
« 

Ich hatt' einen Kameraden,
Einen bessern findst du nit.
Die Trommel schlug zum Streite,
Er ging an meiner Seite
In gleichem Schritt und Tritt.
Eine Kugel kam geflogen,
Gilt sie mir oder gilt sie dir?
Sie hat ihn weggerissen,
Er liegt vor meinen Füßen,
Als wär's ein Stück von mir.
Will mir die Hand noch reichen,
Derweil ich eben lad.
Kann dir die Hand nicht geben,
Bleib du im ew'gen Leben
 Mein guter Kamerad! »
« 
J'avais un camarade
Un meilleur tu ne trouveras pas
Le tambour nous a appelés pour nous battre
Il marchait toujours à mes côtés
Du même pas
Une balle a volé vers nous
Est-elle pour moi ou pour toi ?
Elle l'a arraché à la vie
Il se trouve maintenant à mes pieds
Comme une partie de moi
Il veut encore me tendre sa main
Tandis que je recharge
Je n'ai pu lui donner ma main
Reste dans la vie éternelle
Mon meilleur camarade ! »

## Version française
J'avais un camarade,
De meilleur il n'en est pas ;
Dans la paix et dans la guerre
Nous allions comme des frères
Marchant d'un même pas.
Mais une balle siffle.
Qui de nous sera frappé ?
Le voilà qui tombe à terre,
Il est là dans la poussière ;
Mon cœur est déchiré.
La main, il veut me prendre
Mais je charge mon fusil ;
Adieu donc, adieu mon frère
Dans le ciel et sur la terre
Soyons toujours unis.

## Usages
- Étant un chant très populaire dans la Wehrmacht, puis dans la Bundeswehr, il fut chanté notamment à l'hôtel de ville d'Ulm lors de l'enterrement d'Erwin Rommel en 1944, ainsi qu'en l'église paroissiale de Saint-Privat-la-Montagne lors de la célébration du centenaire de la bataille du 18 août 1870.
- Ce chant a également été interprété par les représentants d'associations d'anciens combattants parachutistes aux obsèques du général Bigeard, ce qui fut à l'origine d'une polémique entre le général Dary, gouverneur militaire de Paris et le général Cann, président de l'une de ces associations[1].
- La version française J'avais un camarade a été chantée lors de la cérémonie d'hommage à Dominique Venner, essayiste français classé à l'extrême-droite, le 31 mai 2013, dix jours après son suicide dans la cathédrale de Notre-Dame de Paris[2].
- Il existe une autre version française, La Cavalcade, composée par le lieutenant parachutiste Jean de Brem, auteur de Testament d'un Européen, dernier militant de l'OAS à avoir été abattu par la police, en avril 1963 à Paris.
- Ce chant a longtemps été un lien de fraternisation entre les mouvements néofascistes européens, chanté de façon rituelle chaque année à Madrid (et cela jusqu'à la fin du régime franquiste et le retour à la démocratie sous le roi Juan Carlos), lors de la commémoration de l'exécution du fondateur de la Phalange, José Antonio Primo de Rivera.
- Le chant est également chanté dans la Légion étrangère, en français et en allemand, car après la Seconde Guerre mondiale, bon nombre de soldats de la Wehrmacht et de la SS se sont enrôlés dans la Légion étrangère ; c'est ainsi que certains régiments étaient composés en majorité d'Allemands.
- La version kabyle[3] est chantée par le chanteur engagé Ferhat Mehenni, dit Ferhat Imaziɣen Imula.
- En 2014, cette chanson s'entend dans la bande originale du long métrage Pas son genre de Lucas Belvaux (source : générique).